# Sreser
Sreser je manjše naselje s pristaniščem v občini Janjina ob prehodu Neretljanskega kanala v Malo morje v osrednjem delu severne obale na polotoku Pelješac, ki upravno spada pod občino Janjina; le-ta pa spada pod Dubrovniško-neretvansko županijo.
V pristanu sta dva pomola, krajši dolg 10 in daljši dolg 20 m. Globina morja ob pomolih je 1,5 do 2 m. Ob Rtu Rat je več plaž.

## Demografija
| Pregled števila prebivalcev po letih | Pregled števila prebivalcev po letih | Pregled števila prebivalcev po letih | Pregled števila prebivalcev po letih | Pregled števila prebivalcev po letih | Pregled števila prebivalcev po letih | Pregled števila prebivalcev po letih | Pregled števila prebivalcev po letih | Pregled števila prebivalcev po letih | Pregled števila prebivalcev po letih | Pregled števila prebivalcev po letih | Pregled števila prebivalcev po letih | Pregled števila prebivalcev po letih | Pregled števila prebivalcev po letih | Pregled števila prebivalcev po letih |
| ------------------------------------ | ------------------------------------ | ------------------------------------ | ------------------------------------ | ------------------------------------ | ------------------------------------ | ------------------------------------ | ------------------------------------ | ------------------------------------ | ------------------------------------ | ------------------------------------ | ------------------------------------ | ------------------------------------ | ------------------------------------ | ------------------------------------ |
| 1857                                 | 1869                                 | 1880                                 | 1890                                 | 1900                                 | 1910                                 | 1921                                 | 1931                                 | 1948                                 | 1953                                 | 1961                                 | 1971                                 | 1981                                 | 1991                                 | 2001                                 |
| 228                                  | 218                                  | 253                                  | 237                                  | 268                                  | 228                                  | 202                                  | 184                                  | 141                                  | 132                                  | 123                                  | 113                                  | 74                                   | 71                                   | 196                                  |